# Ниндзя в логове дракона
«Ниндзя в логове дракона» (иер. трад. 龍之忍者, упр. 龙之忍者, кант.-рус.: Лун чи янь че, англ. Ninja in the Dragon's Den) — гонконгский фильм с боевыми искусствами, срежиссированный Кори Юнем (Юнь Кхуаем). Главные роли исполнили Конан Ли и Хироюки Санада. Съёмки проходили на Тайване.

## Сюжет
В Японии периода Токугава молодой ниндзя по имени Гэмбу убивает самурая, государственных чиновников и покидает свой клан. Когда его пытаются выследить, Гэмбу и его жена Аканэ уплывают в Китай, чтобы избежать их гневных родственников, и завершить месть, находя последнего человека, которого он считает виновным в смерти отца.
Этот человек, Фукуса, живёт мирной жизнью и работает на фабрике зеркал, под именем Фу. У него есть молодой подопечный по имени Сюнь Чин, самодовольный парень, который не упускает ни единого шанса подраться. Этот парень постоянно дразнит своего друга Чи и воспринимает некоторые вещи довольно серьёзно. Однажды, видя, как на его отца нападают, он мчится на помощь, и после разборки с ниндзя он понимает, насколько силён его соперник.
В конце концов выясняется, что отец Гэмбу не был убит членами клана, вместо этого он умер во время восстания. Узнав это, Гэмбу становится стыдно, он извиняется перед дядей Фу и заключает с ним мир. Однако до их последней встречи Фу принял смертельный яд, чтобы восстановить свою честь своей смертью, и просит Гэмбу убить его. Гэмбу исполняет просьбу, что приводит к недопониманию между Гэмбу и Чином. После смерти Фу озлобленный Чин нападает на Гэмбу и дерётся с ним в своём семейном храме. Между тем к храму прибывает колдун, сын которого был оскорблён Чином во время одного представления. Это заставляет двух героев забыть о разногласиях и дать отпор магу.

## В ролях
| Актёр                    | Роль                        |
| ------------------------ | --------------------------- |
| Конан Ли                 | Сюнь Чин                    |
| Хироюки Санада           | Гэмбу                       |
| Хван Чжон Ри             | мастер Лён                  |
| Хироси Танака            | Фук Чо / Фукуса             |
| Канамэ Цусима            | Аканэ                       |
| Тхай Поу                 | Чи, друг Чина               |
| Квон Ён Мун              | Сансиро                     |
| Тянь Фэн                 | старик Сюнь                 |
| У Цзясян                 | (только в корейской версии) |
| Сяо Гаошань (Ма Цзиньгу) | Бык-дьявол                  |
| Чу Дяньу (Цзинь Лун)     | сын Лёна                    |
| Пэн Ган                  | друг старика Сюня           |

## Съёмочная группа
- Кинокомпания: Seasonal Film Corporation
- Продюсер: Ын Сиюнь
- Режиссёр: Кори Юнь[англ.] (Юнь Кхуай)
- Ассистент режиссёра: Тхай Поу[кит.]
- Сценарий: Ын Сиюнь, Кори Юнь (Юнь Кхуай)
- Постановщики боёв: Ман Хой[англ.], Кори Юнь (Юнь Кхуай)
- Художники: Хо Кай, Джонатан Тин
- Дизайнер по костюмам: Фун Ойчхау
- Композитор: Чау Фуклён, Тан Сиулам
- Оператор: У Госяо, У Госинь

## Номинации
2-я церемония награждения Hong Kong Film Awards (1983) — номинация в следующей категории:
- Лучшая хореография — Кори Юнь (Юнь Кхуай), Ман Хой